# Federico Gerardi
Federico Gerardi (Pordenone, 10 dicembre 1987) è un calciatore italiano, attaccante del Magenta.

## Caratteristiche tecniche
Gerardi è una prima punta, forte fisicamente e nel gioco aereo. In possesso di una buona tecnica individuale, gioca spesso di sponda per far salire la squadra.

## Carriera
Muove i suoi primi passi nelle giovanili del Venezia, prima di approdare all'Udinese. Esordisce in Serie A il 10 settembre 2006, nella sconfitta subita per 1-0 in casa del Messina, subentrando all'82' al posto di Guilherme Siqueira.
Il 30 luglio 2008 - dopo alcuni prestiti in terza serie - passa in prestito alla Salernitana. Esordisce con i campani il 23 agosto contro il Lecce in Coppa Italia, subentrando al posto di Arturo Di Napoli nei minuti finali. Il 5 gennaio 2009 passa al Cittadella, in uno scambio di prestiti che porta Massimo Ganci in Campania.
Il 28 luglio 2010 il Portogruaro ne rileva il cartellino a titolo temporaneo. Esordisce con i veneti il 28 agosto nel derby perso 4-1 contro il Vicenza, subentrando al 77' a Cunico. Conclude l'annata - terminata con la retrocessione in Lega Pro Prima Divisione - con 37 presenze e 6 reti.
L'8 luglio 2011 passa in prestito al Grosseto. Il 26 gennaio 2012 lascia i biancorossi - senza lasciare il segno - per approdare all'Ascoli, con cui segna due reti - decisive in chiave salvezza contro Nocerina e AlbinoLeffe - in 15 presenze.
Il 31 gennaio 2013 passa in compartecipazione alla Reggina, in Serie B. Esordisce con i calabresi il 9 febbraio contro il Modena (1-1 il finale), sostituendo Comi al 19' del secondo tempo e mettendo a segno nei minuti di recupero la rete del pareggio amaranto. Termina la stagione segnando 5 reti, rivelandosi una valida alternativa a Gianmario Comi, attaccante titolare dei calabresi. Il 20 giugno la comproprietà viene risolta a favore della società amaranto.
Il 30 agosto 2015 passa al Como, in Serie B. Il 29 gennaio 2021 viene ceduto alla Cavese.
Il 31 agosto 2021 firma con l'AZ Picerno.
Il 19 gennaio 2023 viene tesserato dalla Vis Pesaro.

## Statistiche

### Presenze e reti nei club
Statistiche aggiornate al 4 maggio 2025.
| Stagione          | Squadra           | Campionato        | Campionato | Campionato | Coppe nazionali | Coppe nazionali | Coppe nazionali | Coppe continentali | Coppe continentali | Coppe continentali | Altre coppe | Altre coppe | Altre coppe | Totale | Totale |
| Stagione          | Squadra           | Comp              | Pres       | Reti       | Comp            | Pres            | Reti            | Comp               | Pres               | Reti               | Comp        | Pres        | Reti        | Pres   | Reti   |
| ----------------- | ----------------- | ----------------- | ---------- | ---------- | --------------- | --------------- | --------------- | ------------------ | ------------------ | ------------------ | ----------- | ----------- | ----------- | ------ | ------ |
| 2006-gen. 2007    | Udinese           | A                 | 1          | 0          | CI              | 0               | 0               | -                  | -                  | -                  | -           | -           | -           | 1      | 0      |
| gen.-giu. 2007    | Pistoiese         | C1                | 0          | 0          | CI-C            | -               | -               | -                  | -                  | -                  | -           | -           | -           | 0      | 0      |
| 2007-gen. 2008    | Monza             | C1                | 7          | 0          | CI-C            | 1               | 1               | -                  | -                  | -                  | -           | -           | -           | 8      | 1      |
| gen.-giu. 2008    | Sangiovannese     | C1                | 14+2       | 4          | CI-C            | -               | -               | -                  | -                  | -                  | -           | -           | -           | 16     | 4      |
| 2008-gen. 2009    | Salernitana       | B                 | 10         | 1          | CI              | 3               | 0               | -                  | -                  | -                  | -           | -           | -           | 13     | 1      |
| gen.-giu. 2009    | Cittadella        | B                 | 16         | 2          | CI              | -               | -               | -                  | -                  | -                  | -           | -           | -           | 16     | 2      |
| 2009-2010         | Ancona            | B                 | 20         | 2          | CI              | 2               | 1               | -                  | -                  | -                  | -           | -           | -           | 22     | 3      |
| 2010-2011         | Portogruaro       | B                 | 37         | 6          | CI              | 0               | 0               | -                  | -                  | -                  | -           | -           | -           | 37     | 6      |
| 2011-gen. 2012    | Grosseto          | B                 | 15         | 0          | CI              | 1               | 0               | -                  | -                  | -                  | -           | -           | -           | 16     | 0      |
| gen.-giu. 2012    | Ascoli            | B                 | 15         | 2          | CI              | -               | -               | -                  | -                  | -                  | -           | -           | -           | 15     | 2      |
| 2012-gen. 2013    | Udinese           | A                 | 0          | 0          | CI              | 0               | 0               | -                  | -                  | -                  | -           | -           | -           | 0      | 0      |
| Totale Udinese    | Totale Udinese    | Totale Udinese    | 1          | 0          |                 | 0               | 0               |                    | -                  | -                  |             | -           | -           | 1      | 0      |
| gen.-giu. 2013    | Reggina           | B                 | 17         | 5          | CI              | -               | -               | -                  | -                  | -                  | -           | -           | -           | 17     | 5      |
| 2013-2014         | Reggina           | B                 | 33         | 7          | CI              | 2               | 2               | -                  | -                  | -                  | -           | -           | -           | 35     | 9      |
| Totale Reggina    | Totale Reggina    | Totale Reggina    | 50         | 12         |                 | 2               | 2               |                    | -                  | -                  |             | -           | -           | 52     | 14     |
| 2014-2015         | Cittadella        | B                 | 32         | 7          | CI              | 2               | 1               | -                  | -                  | -                  | -           | -           | -           | 34     | 8      |
| ago. 2015         | Cittadella        | LP                | 0          | 0          | CI+CI-LP        | 2+0             | 0               | -                  | -                  | -                  | -           | -           | -           | 2      | 0      |
| Totale Cittadella | Totale Cittadella | Totale Cittadella | 48         | 9          |                 | 4               | 1               |                    | -                  | -                  |             | -           | -           | 52     | 10     |
| ago. 2015-2016    | Como              | B                 | 27         | 1          | CI              | -               | -               | -                  | -                  | -                  | -           | -           | -           | 27     | 1      |
| 2016-2017         | Feralpisalò       | LP                | 30+1       | 8          | CI-LP           | 0               | 0               | -                  | -                  | -                  | -           | -           | -           | 31     | 8      |
| 2017-2018         | Pordenone         | C                 | 24+1       | 7          | CI+CI-C         | 3+0             | 0               | -                  | -                  | -                  | -           | -           | -           | 28     | 7      |
| ago. 2018         | Pordenone         | C                 | 0          | 0          | CI+CI-C         | 1+0             | 0               | -                  | -                  | -                  | -           | -           | -           | 1      | 0      |
| Totale Pordenone  | Totale Pordenone  | Totale Pordenone  | 24+1       | 7          |                 | 4               | 0               |                    | -                  | -                  |             | -           | -           | 29     | 7      |
| ago. 2018-2019    | Monopoli          | C                 | 32+1       | 7          | CI-C            | -               | -               | -                  | -                  | -                  | -           | -           | -           | 33     | 7      |
| 2019-2020         | Rimini            | C                 | 25         | 5          | CI-C            | 1               | 0               | -                  | -                  | -                  | -           | -           | -           | 26     | 5      |
| 2020-gen. 2021    | Gubbio            | C                 | 14         | 3          | -               | -               | -               | -                  | -                  | -                  | -           | -           | -           | 14     | 3      |
| gen.-giu. 2021    | Cavese            | C                 | 15         | 3          | -               | -               | -               | -                  | -                  | -                  | -           | -           | -           | 15     | 3      |
| 2021-2022         | AZ Picerno        | C                 | 29+1       | 7+1        | CI-C            | 0               | 0               | -                  | -                  | -                  | -           | -           | -           | 30     | 8      |
| 2022-gen. 2023    | AZ Picerno        | C                 | 12         | 0          | CI-C            | 1               | 0               | -                  | -                  | -                  | -           | -           | -           | 13     | 0      |
| Totale AZ Picerno | Totale AZ Picerno | Totale AZ Picerno | 41+1       | 7+1        |                 | 1               | 0               |                    | -                  | -                  |             | -           | -           | 43     | 8      |
| gen.-giu. 2023    | Vis Pesaro        | C                 | 12         | 0          | CI-C            | -               | -               | -                  | -                  | -                  | -           | -           | -           | 12     | 0      |
| 2023-gen.2024     | Bassano           | D                 | 6          | 2          | CI-D            | 0               | 0               | -                  | -                  | -                  | -           | -           | -           | 6      | 2      |
| gen.-giu. 2025    | Magenta           | D                 | 7          | 0          | CI-D            | 0               | 0               | -                  | -                  | -                  | -           | -           | -           | 7      | 0      |
| Totale carriera   | Totale carriera   | Totale carriera   | 462        | 82         |                 | 19              | 5               |                    | -                  | -                  |             | -           | -           | 481    | 87     |